# Caenohalictus opacus
Caenohalictus opacus är en biart som först beskrevs av Heinrich Friese 1917.  Caenohalictus opacus ingår i släktet Caenohalictus och familjen vägbin. Inga underarter finns listade.